# Pointe Escarpée
Appelée Steep Point en anglais, la pointe Escarpée est un cap australien qui constitue le point le plus occidental du continent austral. Située au bout de la péninsule Carrarang, une vaste péninsule fermant le sud-ouest du golfe de l'océan Indien communément nommé baie Shark, sur la côte ouest de l'Australie-Occidentale, elle marque par ailleurs l'entrée sud du détroit appelé passage Épineux, qui la sépare de l'île Dirk Hartog et de son cap Ransonnet.